# آرگل، سم
آرگل (به فرانسوی: Arguel) یک کمون در فرانسه است که در canton of Hornoy-le-Bourg واقع شده‌است. آرگل ۲٫۵۴ کیلومتر مربع مساحت دارد ۲۰۰ متر بالاتر از سطح دریا واقع شده‌است.